# 나라 찬드라바부 나이두
나라드라 찬바부 나이두 (1950년 4월 20일 )는 인도의 공인이자 현재 안드라 프라데시 주의회 야당 지도자이다. 나이두는 이전에 1995년부터 2004년까지 안드라 프라데시 주 최고 장관, 2004년부터 2014년까지 야당 지도자를 역임했다. 그는 2014년부터 2019년까지 안드라 프라데시 주에서 세 번째로 총리를 역임했다. 최장수 총리이다.